# Pipers River
Pour le township, voir Pipers River (Tasmanie).
 (août 2014).
Si vous disposez d'ouvrages ou d'articles de référence ou si vous connaissez des sites web de qualité traitant du thème abordé ici, merci de compléter l'article en donnant les références utiles à sa vérifiabilité et en les liant à la section « Notes et références ».
 (août 2014).
Pipers River est une rivière qui traverse le nord de la Tasmanie. Elle doit son nom à Hugh Piper, un militaire britannique ayant exploré la région au XIXème siècle, mais son nom original en aborigène est Wattra karoola.
La rivière prend sa source au Mont Arthur, près de Lilydale. Elle traverse Hollybank Forest, une attraction touristique, avant de rejoindre les abords de Lilydale. Elle atteint ensuite Karoola, Lower Turners Marsh et Pipers River, petite commune portant le même nom . Son embouchure se situe au niveau des villes de Weymouth et Bellingham, se déversant dans Noland Bay, Bass Strait. 
Elle reçoit l'eau de ses affluents : Pipers Brook à Bellingham, Back Creek à Weymouth et Rocky Creek près de Lilydale. Son courant n'est pas très fort excepté dans les environs de Weymouth.
La société Gunns Limited a proposé la construction d'un moulin pour la fabrication de pâte à papier qui demanderait beaucoup d'eau. Il a été suggéré de construire un barrage au travers de Pipers River. Le débit de la rivière serait alors réduit d'un tiers. La proposition a reçu une forte opposition.[réf. nécessaire]